# André Hidalgo
André Hidalgo (Itararé-SP) é um jornalista, agitador cultural, palestrante, curador e empresário brasileiro.
Trabalhou por 4 anos no jornal Folha de S. Paulo (caderno Ilustrada) como repórter e foi editor da extinta revista Interview. Em maio de 1997 criou o evento Casa de Criadores, dedicado exclusivamente à moda autoral e que hoje é também considerado o principal revelador de novos talentos da moda brasileira.
Pelas passarelas do evento, do qual Hidalgo é curador e diretor artístico, transitam estilistas e profissionais de moda que expressam pluralidade. Negros, indígenas, brancos, transgêneros e os mais diversos corpos sempre tiveram, ao longo da história da Casa de Criadores, um importante espaço para discutir questões sobre gênero, raça, inclusão, sustentabilidade, responsabilidade social, novas tecnologias, arte, cultura e arquitetura, elevando o conceito e a busca por uma moda genuinamente nacional.
O evento colocou e projetou no mercado nomes como André Lima, Fabia Bercsek, Fernando Cozendey, Gustavo Silvestre, Isaac Silva, João Pimenta, Juliana Jabour, Jum Nakao, Karlla Girotto, Lorenzo Merlino, Marcelo Quadros, Marcelo Sommer, Rober Dognani, Ronaldo Fraga, Vicenta Perrotta, Walério Araújo e Weider Silveiro, entre vários outros. Em 2025, a Casa de Criadores completou 28 anos e se consolidou como o principal evento propulsor da criação no mercado brasileiro.
Além de diretor geral da Casa de Criadores, Hidalgo criou, em parceria com André Carvalhal, Dudu Bertholini, Eduardo Araújo Silva (Dudx) e Neon Cunha, o Instituto Casa de Criadores, braço educacional da plataforma que oferece cursos, oficinas, palestras e workshops. O Instituto promoveu, em 2022, o curso gratuito e online "Qual Moda Para Qual Mundo", com duração de seis meses, voltado para 300 alunos de todo o Brasil, feito para pensar e produzir moda desde as perspectivas e desafios macro e micro políticos do contemporâneo. Em sua primeira edição, teve como professores e curadores nomes como Carol Barreto, Erika Palomino, Goya Lopes, Gustavo Silvestre, Hanayra Negreiros, Jota Mombaça, Karlla Girotto, Maurício Ianês, O-e Kaiapó, Silvio Almeida, Suely Rolnik e Vicenta Perrotta, entre diversos outros.
André Hidalgo também foi sócio proprietário do clube Glória, uma das principais casas noturnas de São Paulo. Em 2009 criou o evento Fashion Mob, a primeira e mais democrática passeata de moda do Brasil, que acontece uma vez por ano no centro da cidade de São Paulo. Aberto a quem queira participar, o evento reúne estilistas, artistas plásticos, maquiadores, cabeleireiros, profissionais do mercado de moda ou simples curiosos que queira assistir aos desfiles. A ideia é levar para as ruas da cidade os trabalhos desses diversos profissionais (novos ou não) para que tenham a oportunidade de mostrar suas produções nas categorias moda, arte e beleza. O evento também é um concurso: os vencedores, escolhidos por renomados profissionais do mercado, passam a fazer parte do line-up da Casa de Criadores.
Vencedor do prêmio Personalidade Fashion Futurista do Ano, concedido pelo Instituto C&A em dezembro de 2024.